# 郑有业
郑有业 (1962年8月—)，教授，主要从事矿产方面的研究工作。入选“长江学者创新团队”首席科学家、中华人民共和国教育部2008年度"长江学者"特聘教授。曾就读于中国地质大学矿床学专业。